# Cryptocephalus zoiai
Cryptocephalus zoiai – gatunek chrząszcza z rodziny stonkowatych i podrodziny Cryptocephalinae
Gatunek ten został opisany w 2001 roku przez Davide'a Sassiego.
Występuje we Francji i Włoszech.